# Каратаг (город)
Каратаг (тадж. Қаратоғ) — посёлок в составе Турсунзадаевского района республики Таджикистан. Расположен на южном склоне Гиссарского хребта, по обоим берегам р. Каратаг, в 45 км к западу от г. Душанбе. Население 37 948 (2015; 27 683 чел. в 2001 г., перепись). В основном таджики.

## Этимология
Есть несколько версий происхождения названия:
- От узб. Qora — чёрный, и tog' — гора, т.е Черногория (Qoratog'/Қоратоғ)
- От тюрк. Qaroto'g': Qaro — черный и to'g' — палка
- От тадж. Қария-и тоқ: Қария — маленький город и тоқ — единственный.

Также встречается название Камруд в трудах Бабура.

## История
Каратаг был основан предположительно в первой четверти XVIII столетия. Основал его выходец из селения Дахбид (недалеко от Самарканда), суфий из ордена Накшбандия, ишан Махмад-Ризо-Ходжа, который поселился на берегу Каратагдарьи с несколькими учениками. На могиле этого мусульманина можно найти пятистишие на фарси с хронограмму, свидетельствующей о времени основания города. Каратаг превратился в важнейший центр ремесленного хозяйства с более чем 30 специализациями. Долгое время славится своими стальными изделиями (клинки, ножи и пр.), изделиями из кожи. Вёл активную торговлю с Индией. В политико-административном отношении до 1870 года город представлял собой центр независимого родового владения. В 1870 Каратаг был подчинён Бухарскому эмирату, который в свою очередь уже принял протекторат Российской империи. Позже являлось одним из крупных русских поселений в Восточной Бухаре. В 1907 году город был разрушен сильным землетрясением. Тогда в нём проживало порядка 12 000 человек. Вскоре был отстроен заново. Сохранилась его европейская планировка, относящееся к началу XX века, но ни одна постройка того времени до наших дней не уцелела. Здесь действовали отделения Российской императорской почты и российских коммерческих банков.
С 1920 года — в составе Таджикской ССР. Русский филолог Л. В. Успенской, изучавший проблематику происхождения жителей Каратага, установил, что язык большинства его жителей представляет собой вариант самаркандского говора таджикского языка, принявшего в себя некоторые местные элементы.
Также в посёлке Каратаг установлена стела в память командира Забронова и воинов Красной Армии, павших в боях за установление Советской власти в Таджикистане в период 1922—1926 гг. В 2015 году военный историк 201-й мотострелковой Гатчинской дважды Краснознамённой российской дивизии в Республике Таджикистан, Гафур Шерматов, руководил реставрацией исторического памятника.

## Известные уроженцы
- Садуллаев, Муллоджан (1903—1976) — таджикский советский государственный деятель.
- Мирзо Турсунзаде (1911—1977) — таджикский советский поэт. Народный поэт Таджикской ССР (1961). Герой Социалистического Труда (1967). Лауреат Ленинской (1960) и Сталинской премии второй степени (1948).[5]